# Gerhard Oechsle
Gerhard Oechsle (Deggingen, 14 ottobre 1957) è un bobbista tedesco.

## Biografia
Viene ricordato come vincitore di una medaglia d'argento nella sua disciplina, vittoria avvenuta ai campionati mondiali del 1983 (edizione tenutasi a Lake Placid, Stati Uniti d'America) insieme ai suoi connazionali Klaus Kopp, Günther Neuberger e Hajo Schuhmacher.
Nell'edizione l'oro andò alla nazionale svizzera, il bronzo all'altra nazionale tedesca. Partecipò alle olimpiadi invernali del 1984.